# Aleksandr Dimovskikh
Aleksandr Dimovskikh (en rus: Александр Дымовских) (Pavlodar, 5 d'agost de 1983) va ser un ciclista kazakh que fou professional del 2004 al 2007.

## Palmarès
- 2006
  - Medalla d'or als Jocs Asiàtics de Doha en contrarellotge per equips (amb Ilià Txernixov, Dmitri Grúzdev i Andrei Mizúrov)
- 2009
  - 1r a la Volta al Marroc i vencedor d'una etapa